# Chiesa di Sant'Abbondio (Mezzovico)
La chiesa di Sant'Abbondio è un edificio religioso barocco che si trova a Mezzovico.

## Storia
L'edificio, menzionato per la prima volta nel 1423 (o 1426), risale probabilmente a un millennio prima: nel 1990, infatti, una ricerca archeologica scoprì numerose stratificazioni edilizie a partire dal IV o V secolo, quando nella zona si trovava un insediamento di epoca romana, su cui nel VI secolo era stato costruito un edificio in legno. Nel secolo successivo, ancora secondo la ricerca archeologica del 1990, l'edificio ligneo fu sostituito da uno in muratura e nel XII secolo quest'ultimo fu rimpiazzato con una chiesa romanica dotata di abside. Non è tuttavia neanche quest'ultima la chiesa che può essere osservata oggi: fra il 1590 e il 1640, infatti, l'edificio fu ampliato, assumendo forme barocche. Unica eccezione il campanile, ancora medievale (secoli XIV-XV), ma dotato di un tetto a piramide fra il 1602 e il 1611. Le campane, invece, furono fuse nel 1876 dalla fonderia Bizzozero di Varese. Nel 1613, infine, fu realizzato il portico.